# Vitalij Masol
Vitalij Andrijovyč Masol (in ucraino Віталій Андрійович Масол?, in russo Виталий Андреевич Масол?, Vitalij Andreevič Masol; Olyšivka, 14 novembre 1928 – Kiev, 21 settembre 2018) è stato un politico ucraino.
Ha assunto per due volte la guida del governo ucraino: dal 10 luglio 1987 al 23 ottobre 1990, in qualità di Presidente del Consiglio dei ministri della Repubblica Socialista Sovietica Ucraina; dal 16 giugno 1994 al 6 marzo 1995, in qualità di Primo ministro dell'Ucraina.